# Culicoides roswelli
Culicoides roswelli är en tvåvingeart som beskrevs av Giles och Wirth 1983. Culicoides roswelli ingår i släktet Culicoides och familjen svidknott.
Artens utbredningsområde är Sri Lanka. Inga underarter finns listade i Catalogue of Life.